# IIHF Continental Cup 2015/16
Der IIHF Continental Cup 2015/16 war die 19. Austragung des von der Internationalen Eishockey-Föderation IIHF ausgetragenen Wettbewerbs. Das Turnier begann am 2. Oktober 2015, das Super-Finale fand vom 8. bis 10. Januar 2016 statt. Insgesamt nahmen 17 Mannschaften aus ebenso vielen europäischen Ländern an den insgesamt 6 Turnieren teil.

## Modus
- Der Sieger des Continental Cups erhielt ein Startrecht für die Champions Hockey League (CHL) der folgenden Spielzeit
- Kein Teilnehmer war automatisch für das Finalturnier qualifiziert, d. h. alle Mannschaften mussten sich über Qualifikationsturniere der verschiedenen Runden für das Super-Finale qualifizieren
- Am Continental Cup dürfen Mannschaften aus den Ländern der Gründungsligen der CHL nicht teilnehmen (Schweden, Finnland, Tschechien, Schweiz, Deutschland, Österreich)

## Turnierübersicht und Teilnehmer
| Runde        | Datum              | Gruppe   | Austragungsort                         | Teilnehmer                                                                            | Zuschauer | Zuschauer |
| ------------ | ------------------ | -------- | -------------------------------------- | ------------------------------------------------------------------------------------- | --------- | --------- |
| Runde        | Datum              | Gruppe   | Austragungsort                         | Teilnehmer                                                                            | Gesamt    | Schnitt   |
| Erste Runde  | 2.–4. Oktober      | Gruppe A | Ledena dvorana Pionir Belgrad, Serbien | HK Partizan Belgrad Rishon Devils HK ZSKA Sofia Zeytinburnu Belediyesi SK             | 0384      | 064       |
| Zweite Runde | 23.–25. Oktober    | Gruppe B | Miskolci Jégcsarnok Miskolc, Ungarn    | HK Mogo Riga HDD Acroni Jesenice DVTK Jegesmedvék CH Jaca                             | 03.985    | 0664      |
| Zweite Runde | 23.–25. Oktober    | Gruppe C | Stadion Zimowy w Tychach Tychy, Polen  | Coventry Blaze GKS Tychy CSM Dunărea Galați HK ZSKA Sofia Ersatz: HK Partizan Belgrad | 07.300    | 1.216     |
| Dritte Runde | 20.–22. November   | Gruppe D | Pala Hodegart Asiago, Italien          | Asiago Hockey Herning Blue Fox HK Ertis Pawlodar HK Mogo Riga                         | 0 5.820   | 0970      |
| Dritte Runde | 20.–22. November   | Gruppe E | Île Lacroix Rouen, Frankreich          | HK Schachzjor Salihorsk Rouen Dragons HK Krementschuk GKS Tychy                       | 12.660    | 2.110     |
| Super-Finale | 8.–10. Januar 2016 | Gruppe F | Île Lacroix Rouen, Frankreich          | Rouen Dragons GKS Tychy Asiago Hockey Herning Blue Fox                                | 14.904    | 2.484     |

## Erste Runde
Die Spiele der ersten Runde fanden vom 2. bis 4. Oktober 2015 in Belgrad (Serbien) statt. Teilnehmer waren der HK Partizan Belgrad (Serbien), die Rishon Devils (Israel), der HK ZSKA Sofia (Bulgarien) und Zeytinburnu Belediyesi SK (Türkei).
Der Sieger der Ersten Runde qualifizierte sich für die zweite Runde. Dort traf er auf die sieben bereits für die zweite Runde gesetzten Mannschaften.
Gruppe A
| 2. Oktober 2015 14:00 Uhr | Rishon Devils | 4:14 (1:6, 3:4, 0:4) Spielbericht | Zeytinburnu Belediyesi SK | Ledena dvorana Pionir, Belgrad Zuschauer: 23 |

| 2. Oktober 2015 17:30 Uhr | HK ZSKA Sofia | 12:4 (7:0, 4:1, 1:3) Spielbericht | HK Partizan Belgrad | Ledena dvorana Pionir, Belgrad Zuschauer: 150 |

| 3. Oktober 2015 14:00 Uhr | Rishon Devils | 1:7 (0:4, 0:2, 1:1) Spielbericht | HK ZSKA Sofia | Ledena dvorana Pionir, Belgrad Zuschauer: 40 |

| 3. Oktober 2015 17:30 Uhr | HK Partizan Belgrad | 1:4 (0:0, 0:3, 1:1) Spielbericht | Zeytinburnu Belediyesi SK | Ledena dvorana Pionir, Belgrad Zuschauer: 89 |

| 4. Oktober 2015 14:00 Uhr | Zeytinburnu Belediyesi SK | 5:9 (2:1, 3:3, 0:5) Spielbericht | HK ZSKA Sofia | Ledena dvorana Pionir, Belgrad Zuschauer: 15 |

| 4. Oktober 2015 17:30 Uhr | HK Partizan Belgrad | 9:1 (2:0, 5:0, 2:1) Spielbericht | Rishon Devils | Ledena dvorana Pionir, Belgrad Zuschauer: 67 |

| Pl. |                           | Sp | S | OTS | OTN | N | Tore  | Punkte |
| 1.  | HK ZSKA Sofia             | 3  | 3 | 0   | 0   | 0 | 28:10 | 9      |
| 2.  | Zeytinburnu Belediyesi SK | 3  | 2 | 0   | 0   | 1 | 23:14 | 6      |
| 3.  | HK Partizan Belgrad       | 3  | 1 | 0   | 0   | 2 | 14:17 | 3      |
| 4.  | Rishon Devils             | 3  | 0 | 0   | 0   | 3 | 06:30 | 0      |

## Zweite Runde
Die zweite Runde des Continental Cups wurde vom 23. bis zum 25. Oktober 2015 in zwei Gruppen ausgespielt. Die Spielorte waren Miskolc in Ungarn (mit Gastgeber DVTK Jegesmedvék, HK Mogo Riga (Lettland), den HDD Acroni Jesenice (Slowenien) und CH Jaca (Spanien)) sowie Tychy in Polen (mit Gastgeber GKS Tychy, Coventry Blaze (Vereinigtes Königreich), CSM Dunărea Galați (Bulgarien) und dem Qualifikanten aus der ersten Runde HK Partizan Belgrad aus Serbien). Partizan Belgrad rückte für den HK ZSKA Sofia nach, der nach dem Gewinn der Gruppe A nachträglich aufgrund finanzieller Probleme auf das Startrecht verzichtete.
Die Erstplatzierten der beiden Gruppen erreichten die dritte Runde und trafen dort auf die für die 3. Runde gesetzten Mannschaften.

### Gruppe B
| 23. Oktober 2015 15:30 Uhr | HDD Acroni Jesenice | 3:1 (1:0, 2:1, 0:0) Spielbericht | CH Jaca | Miskolci Jégcsarnok, Miskolc Zuschauer: 180 |

| 23. Oktober 2015 19:00 Uhr | DVTK Jegesmedvék | 1:2 (0:0, 1:2, 0:0) Spielbericht | HK Mogo Riga | Miskolci Jégcsarnok, Miskolc Zuschauer: 1.250 |

| 24. Oktober 2015 15:30 Uhr | HK Mogo Riga | 6:3 (0:2, 4:1, 2:0) Spielbericht | CH Jaca | Miskolci Jégcsarnok, Miskolc Zuschauer: 100 |

| 24. Oktober 2015 19:00 Uhr | HDD Acroni Jesenice | 3:4 (1:1, 0:1, 2:2) Spielbericht | DVTK Jegesmedvék | Miskolci Jégcsarnok, Miskolc Zuschauer: 1.150 |

| 25. Oktober 2015 15:30 Uhr | HK Mogo Riga | 4:1 (1:1, 1:0, 2:0) Spielbericht | HDD Acroni Jesenice | Miskolci Jégcsarnok, Miskolc Zuschauer: 155 |

| 23. Oktober 2015 19:00 Uhr | CH Jaca | 2:10 (1:1, 0:5, 1:4) Spielbericht | DVTK Jegesmedvék | Miskolci Jégcsarnok, Miskolc Zuschauer: 1.150 |

| Pl. |                     | Sp | S | OTS | OTN | N | Tore  | Punkte |
| 1.  | HK Mogo Riga        | 3  | 3 | 0   | 0   | 0 | 12:05 | 9      |
| 2.  | DVTK Jegesmedvék    | 3  | 2 | 0   | 0   | 1 | 18:07 | 6      |
| 3.  | HDD Acroni Jesenice | 3  | 1 | 0   | 0   | 2 | 07:09 | 3      |
| 4.  | CH Jaca             | 3  | 0 | 0   | 0   | 3 | 06:19 | 0      |

### Gruppe C
| 23. Oktober 2015 15:30 Uhr | CSM Dunărea Galați | 2:7 (0:2, 0:3, 2:2) Spielbericht | Coventry Blaze | Stadion Zimowy w Tychach, Tychy Zuschauer: 300 |

| 23. Oktober 2015 19:30 Uhr | GKS Tychy | 26:0 (8:0, 5:0, 13:0) Spielbericht | HK Partizan Belgrad | Stadion Zimowy w Tychach, Tychy Zuschauer: 2.300 |

| 24. Oktober 2015 15:30 Uhr | Coventry Blaze | 12:1 (2:1, 5:0, 5:0) Spielbericht | HK Partizan Belgrad | Stadion Zimowy w Tychach, Tychy Zuschauer: 300 |

| 24. Oktober 2015 19:30 Uhr | GKS Tychy | 8:3 (4:0, 1:2, 3:1) Spielbericht | CSM Dunărea Galați | Stadion Zimowy w Tychach, Tychy Zuschauer: 1.400 |

| 25. Oktober 2015 15:30 Uhr | HK Partizan Belgrad | 1:10 (0:1, 1:4, 0:5) Spielbericht | CSM Dunărea Galați | Stadion Zimowy w Tychach, Tychy Zuschauer: 300 |

| 25. Oktober 2015 19:30 Uhr | Coventry Blaze | 2:3 (1:0, 0:0, 1:3) Spielbericht | GKS Tychy | Stadion Zimowy w Tychach, Tychy Zuschauer: 2.700 |

| Pl. |                     | Sp | S | OTS | OTN | N | Tore  | Punkte |
| 1.  | GKS Tychy           | 3  | 2 | 0   | 1   | 0 | 37:05 | 9      |
| 2.  | Coventry Blaze      | 3  | 2 | 0   | 0   | 1 | 21:06 | 6      |
| 3.  | CSM Dunărea Galați  | 3  | 1 | 0   | 0   | 2 | 15:16 | 3      |
| 4.  | HK Partizan Belgrad | 3  | 1 | 0   | 0   | 2 | 02:48 | 0      |

## Dritte Runde
Die dritte Runde des Continental Cups wurde vom 20. bis zum 22. November 2015 in zwei Gruppen ausgespielt. Die Spielorte waren Asiago in Italien (mit Gastgeber Asiago Hockey, Herning Blue Fox (Dänemark), den HK Ertis Pawlodar (Kasachstan) und dem Qualifikanten der Gruppe B HK Mogo Riga aus Lettland) sowie Rouen in Frankreich (mit Gastgeber Rouen Dragons, HK Schachzjor Salihorsk (Belarus), HK Krementschuk (Ukraine) und dem Qualifikanten aus der Gruppe C GKS Tychy aus Polen).
Die jeweils zwei Erstplatzierten der beiden Gruppen erreichten die Finalrunde.

### Gruppe D
| 20. November 2015 17:00 Uhr | HK Ertis Pawlodar | 11:2 (3:1, 3:0, 5:1) Spielbericht | HK Mogo Riga | Pala Hodegart, Asiago Zuschauer: 300 |

| 20. November 2015 20:30 Uhr | Asiago Hockey | 1:2 n. P. (0:1, 1:0, 0:0, 0:0, 0:1) Spielbericht | Herning Blue Fox | Pala Hodegart, Asiago Zuschauer: 1.600 |

| 21. November 2015 17:00 Uhr | Herning Blue Fox | 5:2 (1:0, 2:1, 2:1) Spielbericht | HK Mogo Riga | Pala Hodegart, Asiago Zuschauer: 320 |

| 21. November 2015 20:30 Uhr | HK Ertis Pawlodar | 2:3 (0:1, 2:1, 0:1) Spielbericht | Asiago Hockey | Pala Hodegart, Asiago Zuschauer: 1.700 |

| 22. November 2015 17:00 Uhr | Herning Blue Fox | 3:0 (1:0, 0:0, 2:0) Spielbericht | HK Ertis Pawlodar | Pala Hodegart, Asiago Zuschauer: 400 |

| 22. November 2015 20:30 Uhr | HK Mogo Riga | 0:4 (0:0, 0:2, 0:2) Spielbericht | Asiago Hockey | Pala Hodegart, Asiago Zuschauer: 1.500 |

| Pl. |                   | Sp | S | OTS | OTN | N | Tore  | Punkte |
| 1.  | Herning Blue Fox  | 3  | 2 | 1   | 0   | 0 | 10:03 | 8      |
| 2.  | Asiago Hockey     | 3  | 2 | 0   | 1   | 0 | 08:04 | 7      |
| 3.  | HK Ertis Pawlodar | 3  | 1 | 0   | 0   | 2 | 13:08 | 3      |
| 4.  | HK Mogo Riga      | 3  | 0 | 0   | 0   | 3 | 04:20 | 0      |

### Gruppe E
| 20. November 2015 16:30 Uhr | HK Krementschuk | 0:6 (0:2, 0:3, 0:1) Spielbericht | HK Schachzjor Salihorsk | Île Lacroix, Rouen Zuschauer: 1.022 |

| 20. November 2015 20:00 Uhr | Rouen Dragons | 5:3 (1:2, 1:0, 3:1) Spielbericht | GKS Tychy | Île Lacroix, Rouen Zuschauer: 2.450 |

| 21. November 2015 16:30 Uhr | HK Schachzjor Salihorsk | 1:2 (0:0, 1:0, 0:2) Spielbericht | GKS Tychy | Île Lacroix, Rouen Zuschauer: 2.017 |

| 21. November 2015 20:00 Uhr | Rouen Dragons | 7:3 (4:1, 2:0, 1:2) Spielbericht | HK Krementschuk | Île Lacroix, Rouen Zuschauer: 2.550 |

| 22. November 2015 16:00 Uhr | GKS Tychy | 3:1 (2:0, 0:1, 1:0) Spielbericht | HK Krementschuk | Île Lacroix, Rouen Zuschauer: 1.975 |

| 22. November 2015 19:30 Uhr | HK Schachzjor Salihorsk | 0:1 (0:1, 0:0, 0:0) Spielbericht | Rouen Dragons | Île Lacroix, Rouen Zuschauer: 2.646 |

| Pl. |                         | Sp | S | OTS | OTN | N | Tore  | Punkte |
| 1.  | Rouen Dragons           | 3  | 3 | 0   | 0   | 0 | 13:06 | 9      |
| 2.  | GKS Tychy               | 3  | 2 | 0   | 0   | 1 | 08:07 | 6      |
| 3.  | HK Schachzjor Salihorsk | 3  | 1 | 0   | 0   | 2 | 07:03 | 3      |
| 4.  | HK Krementschuk         | 3  | 0 | 0   | 0   | 3 | 04:16 | 0      |

## Super Final
Das Finale der besten vier Mannschaften fand vom 8. bis 10. Januar 2016 in Rouen statt. Austragungsort war die dortige Île Lacroix, die bis zu 2.747 Zuschauer fasst.
| 8. Januar 2016 16:30 Uhr | Herning Blue Fox Daniel Nielsen (20:48) | 1:2 (0:0, 1:2, 0:0) Spielbericht | GKS Tychy Michael Kolarz (23:49) Bartosz Ciura (26:18) | Île Lacroix, Rouen Zuschauer: 1.838 |

| 8. Januar 2016 20:00 Uhr | Asiago Hockey Marco Magnabosco (3:47) Anthony Nigro (50:56) | 2:4 (1:2, 0:2, 1:0) Spielbericht | Rouen Dragons Marc-André Thinel (6:28) Marc-André Thinel (15:00) Loïc Lampérier (28:26) Nicolas Arrossamena (30:39) | Île Lacroix, Rouen Zuschauer: 2.546 |

| 9. Januar 2016 16:30 Uhr | Herning Blue Fox Kyle Essery (21:18) Martin Šagát (50:27) Daniel Nielsen (52:19) Joachim Linnet (58:51) | 4:0 (0:0, 1:0, 3:0) Spielbericht | Asiago Hockey | Île Lacroix, Rouen Zuschauer: 2.482 |

| 9. Januar 2016 20:00 Uhr | Rouen Dragons Dan Koudys (2:45) Marc-André Thinel (3:41) Olivier Dame-Malka (11:02) Marc-André Thinel (13:00) Sacha Treille (20:49) Olivier Dame-Malka (27:10) | 6:5 (4:2, 2:2, 0:1) Spielbericht | GKS Tychy Kamil Kalinowski (0:42) Marcin Kolusz (16:28) Jarosław Rzeszutko (32:42) Michał Kotlorz (37:53) Jarosław Rzeszutko (59:23) | Île Lacroix, Rouen Zuschauer: 2.746 |

| 10. Januar 2016 16:00 Uhr | GKS Tychy Marcin Kolusz (33:11) Adam Bagiński (57:51) | 2:4 (0:1, 1:1, 1:2) Spielbericht | Asiago Hockey Marco Magnabosco (7:49) Andreas Lutz (20:43) Layne Ulmer (43:44) Sean Bentivoglio (54:37) | Île Lacroix, Rouen Zuschauer: 2.546 |

| 10. Januar 2016 19:30 Uhr | Rouen Dragons Damien Raux (9:23) Jason Krog (10:20) Marc-André Thinel (25:25) Patrick Coulombe (59:04) | 4:0 (2:0, 1:0, 1:0) Spielbericht | Herning Blue Fox | Île Lacroix, Rouen Zuschauer: 2.746 |

| Pl. |                  | Sp | S | OTS | OTN | N | Tore  | Punkte |
| 1.  | Rouen Dragons    | 3  | 3 | 0   | 0   | 0 | 14:07 | 9      |
| 2.  | Herning Blue Fox | 3  | 1 | 0   | 0   | 2 | 05:06 | 3      |
| 3.  | GKS Tychy        | 3  | 1 | 0   | 0   | 2 | 09:11 | 3      |
| 4.  | Asiago Hockey    | 3  | 1 | 0   | 0   | 2 | 06:10 | 3      |

## Auszeichnungen
Spielertrophäen
| Auszeichnung       | Spieler           | Team             |
| ------------------ | ----------------- | ---------------- |
| Bester Torhüter    | Simon Nielsen     | Herning Blue Fox |
| Bester Verteidiger | Patrick Coulombe  | Rouen Dragons    |
| Bester Stürmer     | Marc-André Thinel | Rouen Dragons    |

Die Auszeichnungen im Rahmen des Finalturniers erhielten Torwart Simon Nielsen vom Herning Blue Fox, der französische Verteidiger Patrick Coulombe in Diensten der Rouen Dragons und sein Mannschaftskollege, der französische Stürmer Marc-André Thinel vom Turniersieger und Gastgeber Rouen Dragons.
Die Krone des Topscorers und besten Torschützen sicherte sich Marc-André Thinel von den Rouen Dragons. Seine fünf Tore und sieben Punkte waren in beiden Wertungen nicht zu überbieten. Sein Teamkollege François-Pierre Guénette sicherte sich mit vier Assists den Titel des besten Vorlagengebers. Die beste Fangquote unter den Torhütern wies Simon Nielsen vom Herning Blue Fox vor, der 94,25 Prozent der Schüsse auf sein Tor parierte.

### IIHF-Continental-Cup-Sieger
| Continental-Cup-Sieger Rouen Dragons | Torhüter: Quentin Papillon, Dany Sabourin Verteidiger: Florian Chakiachvili, Patrick Coulombe, Olivier Dame-Malka, Aurélien Dorey, Léo Guillemain, Tero Kontinnen, Mark Matheson Stürmer: Nicolas Arrossamena, Fabien Colotti, François-Pierre Guénette, Dan Koudys, Jason Krog, Olivier Labelle, Loïc Lampérier, Vincent Nesa, Joël Perrault, Damien Raux, Marc-André Thinel, Sacha Treille, Yorick Treille Trainerstab: Fabrice Lhenry, Ari Salo, Guy Fournier |